# Crazy Stupid Love (singolo)
Crazy Stupid Love è il nono singolo della cantante pop inglese Cheryl, il primo estratto dal suo quarto album, Only Human, pubblicato a novembre 2014. Il brano vede la partecipazione del rapper Tinie Tempah.
Grazie a questo brano, Cheryl è diventata la terza artista femminile inglese ad aver raggiunto quattro primi posti da solista (dopo Geri Halliwell e Rita Ora) nella classifica ufficiale dei singoli più venduti in Inghilterra.

## Il brano
Crazy Stupid Love è stato scritto dalla stessa cantante, Heidi Rojas, Katelyn Tarver, Kevin Anyaeji, Patrick Okogwe e Wayne Wilkins mentre la produzione del brano è stata curata da quest'ultimo.

## Successo commerciale
Crazy Stupid Love ha debuttato al primo posto nella Official Singles Chart con una vendita pari a 118 100 copie. La settimana seguente, il singolo è sceso al secondo posto vendendo 51 000 copie (-57%).

## Classifiche
| Classifica (2014) | Posizione massima |
| ----------------- | ----------------- |
| Australia         | 43                |
| Belgio (Fiandre)  | 107               |
| Belgio (Vallonia) | 78                |
| Francia           | 172               |
| Irlanda           | 1                 |
| Regno Unito       | 1                 |
| Spagna            | 39                |